# La Trinidad (norra Celaya)
La Trinidad är en ort i Mexiko.   Den ligger i kommunen Celaya och delstaten Guanajuato, i den centrala delen av landet, 220 km nordväst om huvudstaden Mexico City. La Trinidad ligger 1 772 meter över havet och antalet invånare är 101.
Terrängen runt La Trinidad är platt åt sydost, men åt nordväst är den kuperad. Runt La Trinidad är det tätbefolkat, med 343 invånare per kvadratkilometer. Närmaste större samhälle är Celaya, 10,6 km söder om La Trinidad. Trakten runt La Trinidad består till största delen av jordbruksmark.